# Марко Марковић (глумац, 1980)
Марко Марковић (Крагујевац, 28. август 1980) српски је филмски, телевизијски и позоришни глумац.

## Каријера
Марковић је рођен 1980. године у Крагујевцу, а дипломирао је глуму у класи професора Виде Огњеновић и Љубослава Мајера на Академији уметности у Новом Саду. Од 2007. до 2021. године био је члан глумачког ансамбла у Народном позоришту у Сомбору где је одиграо значајан број улога, док је од 2022. године постао члан Српског народног позоришта у Новом Саду.
Прву филмску улогу остварио је као Тоша у филму Fellowship Offerings из 2004. године.
Добитник је многобројних награда за свој рад, укључујући Награду Милош Жутић за најбоље глумачко остварање 2020. године, за улогу у представи „Семпер идем” и Стеријину награду за глумачко остварење.

## Филмографија
| Год.       | Назив                                  | Улога                   |
| ---------- | -------------------------------------- | ----------------------- |
| 2000-е     |                                        |                         |
| 2004.      | Fellowship Offerings                   | Тоша                    |
| 2004.      | Последња аудијенција                   | министар Никола Христић |
| 2010-е     |                                        |                         |
| 2011.      | Златна левица, прича о Радивоју Кораћу | Тома Почанић            |
| 2012—2013. | Јагодићи                               | Бандика                 |
| 2014.      | Новембарски човек                      | Рус, обезбеђење         |
| 2015.      | Улица липа                             | кум од Ладно            |
| 2015—2019. | Андрија и Анђелка                      | вежбач, Никола, комшија |
| 2015.      | Сумњива лица                           | дилер 1                 |
| 2019.      | Ургентни центар                        | Срећко                  |
| 2019.      | Краљ Петар Први                        | официр са ожиљком       |
| 2019.      | Нек иде живот                          | адвокат Дрњаковић       |
| 2020-е     |                                        |                         |
| 2020.      | Неки бољи људи                         | Жарко Вујков            |
| 2021.      | Љубав испод златног бора               | Марко Рађен             |
| 2021.      | Bullets Over Marseille                 | Винавер                 |
| 2021.      | Династија                              | хакер                   |
| 2021.      | Бранилац                               | Адам Ђорђевић           |

## Позоришне улоге

### Улоге у Народном позоришту Сомбор
- Човек из језера, Каштел у језеру. Режија: Марјан Нећак (2021)
- Семпер идем, режија: Горчин Стојановић (2019)
- Травничка хроника, режија: Никита Миливојевић (2019)
- Клеант, Тариф. Режија: Игор Вук Торбица (2019)
- Аристарх Домониковић Голошчапов, интелектуалац, самоубица. Режија: Милан Нешковић (2018)
- Кад би Сомбор био Холивуд, режија: Кокан Младеновић (2018)
- Манојло, Чудо у Шаргану. Режија: Марко Торлаковић (2017)
- Поштар Максимилијан, Местро. Режија: Милан Нешковић (2017)
- Октавије / Каска, Јулије Цезар. Режија: Кокан Младеновић (2015)
- Драгиша Павловић, Хеимабуч (Књига о завичају). Режија: Горчин Стојановић (2015)
- Дон Педро, кнез арагонски /Дон Хуан, Много вике ни око чега. Режија: Ана Ђорђевић (2015)
- Јован Поповић - гимназијски професор, драмски писац, Мистерија. Режија: Душан Петровић (2014)
- Велимир Павловић, Доктор Нушић. Режија: Кокан Младеновић (2014)
- Ханс Герлинген/Ханс Герлинген млађи/Михаил Ман, Чаробњак. Режија: Борис Лијешевић (2013)
- Шимурина, коментатор и тумач представе, Представа Хамлета у селу Мрдуша доња. Режија: Кокан Младеновић (2012)
- Џон Смит, Сестре Карамазове. Режија: Радослав Миленковић (2011)
- Јован Недељковић, Пучина. Режија: Владан Ђурковић (2011)
- Конрад Тришински, Окупација. Режија: Душан Петровић (2010)
- Поткољосин, Женидба. Режија: Ана Ђорђевић (2010)
- Траскот, Плен. Режија: Радоје Чупић (2009)
- Виктор Емануел Шандебиз / Пош, Буба у уху. Режија: Оља Ђорђевић (2009)
- Оговарање, режија: Љубиша Ристић (2008)
- Доктор Борментал, Иван Арнолдович, Псеће срце. Режија: Радослав Миленковић (2008)
- Виа Балкан, режија: Горчин Стојановић (Путовање), Ларy Запиа (Нигде другде), Кокан Младеновић (Путоказ) (2007)
- Витез од Рипафрате, Мирандолина. Режија: Филип Гринвалд (2007)
- Кадмо, Кадмо краљ. Режија: Нела Антоновић (2007)
- Стар онлајн, режија: Душан Јовић (2007)
- Редитељ, Џим, Рег, Фреди, Војник, Моногамија. Режија: Ана Томовић (2007)
- Жан, Маска, режија: Горчин Стојановић (2007)
- Петар, отац, 22, Последња смрт Френкија Сузице. Режија: Кокан Младеновић (2006)

### Значајне улоге у другим позориштима
- Мелхиор Габор, Буђење пролећа, режија: Ј. Антонијевић
- Ђоакино Росини, Севиљски берберин, режија: Намања Петроње
- Неколико улога у представи Коме верујете, режија: Д. Михајловић
- Свештеник, Шибање, режија: Љ. Мајера
- Фриц Шифлер, царев ађутант, Карло Велики, Текелија, режија: Д. Петровић
- директор школе, Олег Петровић, Пластелин, режија: Љ. Мајера
- Џејмс, Поручник са Иншимора, режија: Ж. Томић
- Апостол и Исус, Чудо у Јабнелу, режија: М. Белегишанин
- Василије, Покондирена тиква, режија: К. Крњајски
- Цирто, Птичице, режија: Р. Рапоња
- Господин. Смит, Ћелава певачица. Режија: И. Клеменц
- Светла страна Ореста, Електра. Режија: М. Јанкетић
- Оштијер, Дундо Мароје, режија: Р. Миленковић
- Родерик, Смрт Лигеје, режија: А. Божина
- гроф Парис, Ромео и Јулија. Режија: П. Штрбац
- Катурјан Катурјан, Пилоњман, режија: Ж. Томић

## Награде и признања
- Награда за младог глумца на 57. Фестивалу професионалних позоришта Војводине у Зрењанину (Последња смрт Френкција Сузице)[1]
- Награда за најбољу мушку епизодну улогу на 61. Фестивалу професионалних позоришта Војоводине (за улогу Поткољосина, Женидба)
- Награда за две улоге на фестивалу Љубише Јовановића - „Театар на правом путу" (за улогу Виктора Емануел Шандебиз/Пош, Буба у уху)
- Специјална награда за глуму (за улогу Јована Недељковића, Пучина) на 19. фестивалу класике „Вршачка позоришна јесен"[1]
- Награда из Фонда „Дара Чаленић" за најбољег младог глумца на 58. Стеријином позорју
- Стеријина награда за глумачко остварење (за улогу Ђорђа Лебовића у представи Семпер идем)
- Награда „Љубиша Јовановић“ за најбољу мушку улогу на 5. Позоришном пролећу, Шабац (Травничка хорника)
- Награда Милош Жутић за најбоље глумачко остварење 2020. године, за улогу у представи „Семпер идем”[4]